# Chlaenius tomentosus
Chlaenius tomentosus är en skalbaggsart som beskrevs av Thomas Say. Chlaenius tomentosus ingår i släktet Chlaenius och familjen jordlöpare. Inga underarter finns listade i Catalogue of Life.